# Fusil Chiang Kai-shek
El Tipo Zhongzheng (中正式), también conocido como fusil Chiang Kai-shek/Jiang Jieshi, fusil Generalísimo y Tipo 24 (二四式) por el Generalísimo Chiang Kai-shek, fue una versión china del Mauser Modelo Estándar 1933, el antecesor del Mauser Kar 98k. La preproducción del fusil Chiang Kai-shek se inició en agosto de 1935 (año 24 del calendario republicano, de allí el Tipo 24). Más tarde fue rebautizado como Tipo Zhongzheng y entró en producción masiva a fines del mismo año. Fue designado como Tipo 79 por los chinos comunistas y con frecuencia le raían el ideograma de Chiang. Aunque el fusil Hanyang 88 fue producido en mayor cantidad que el Tipo Zhongzheng, la completa estandarización del fusil Tipo Zhongzheng solamente empezó durante la segunda guerra sino-japonesa.
Más de un millón de fusiles fueron producidos en un período de 10 años. Su última participación en una guerra fue la guerra de Corea (1950-1953).    

## Historial de combate

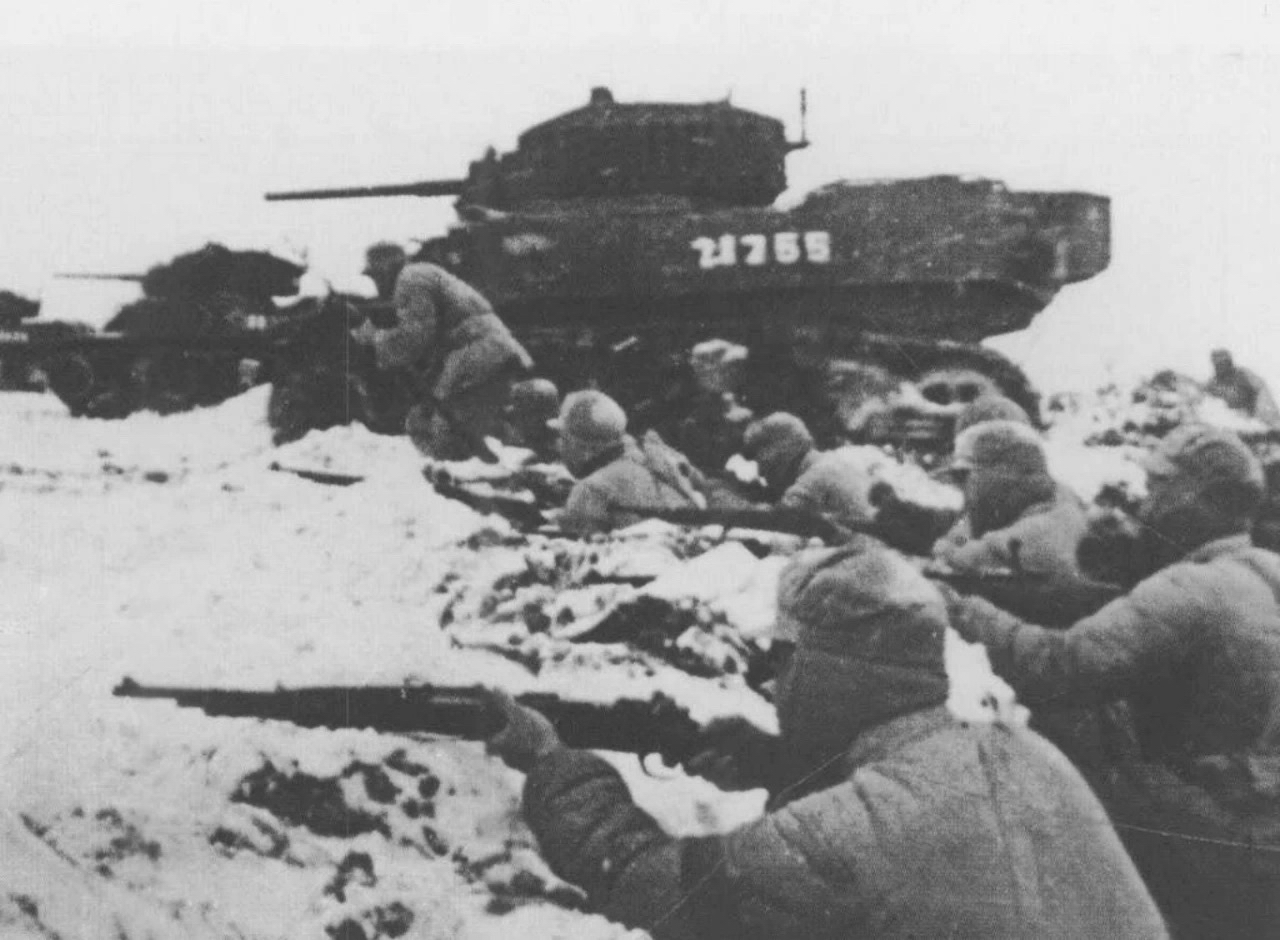
Soldados del Ejército Rojo chino usando fusiles Tipo 24 durante la Campaña Huai-Hai de la guerra civil china.

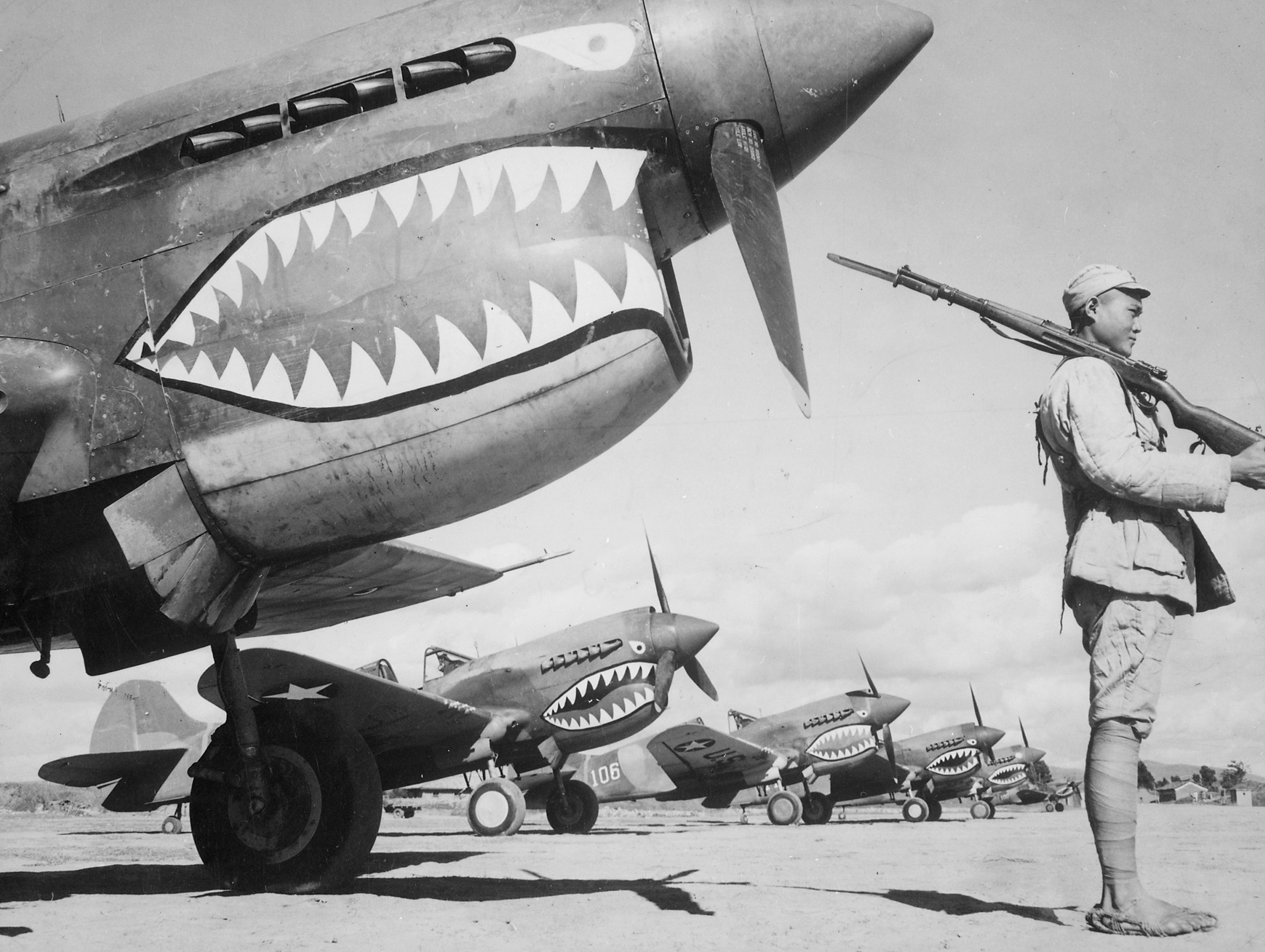
Soldado del Ejército Nacional Revolucionario armado con un fusil Tipo 24, vigilando cazas Curtiss P-40 Warhawk.

Fue uno de los principales fusiles del Ejército Nacional Revolucionario (ENR, o Nacionalistas). Al igual que el Mauser Kar 98k, era una versión acortada y aligerada del Mauser 98, específicamente una copia del fusil Mauser Oberndorf de Exportación llamado Modelo Estándar de 1933, que fue vendido a China y suministrado a las mejores tropas de Chiang Kai-shek antes que los alemanes provean las maquinarias necesarias para fabricar el Tipo 24 en China. La calidad del fusil variaba según el arsenal que lo producía, pero todos los modelos Estándar de 1933 o 1934 fabricados en Alemania eran de buena calidad, excepto algunos Mauser 98k rechazados por la fábrica que fueron comprados por China luego que el Wehrmacht los rechazara.[cita requerida] Algunos Tipo 24 de fabricación china eran de excelente calidad, mientras que otros eran toscamente fabricados.[cita requerida] A pesar de que entró en servicio en 1935, la limitada capacidad industrial de China hizo que fuese fabricado en cantidades relativamente bajas. Sin embargo, mientras la guerra progresaba, las industrias de las ciudades del oeste de China, tales como Chongqing y Kunming, permitieron producir más de estos fusiles. La producción no fue muy afectada durante el bombardeo de Chongqing, porque muchas de las maquinarias fueron mudadas bajo tierra. Durante la guerra, este fusil solamente fue empleado por las unidades que no entrenaron con asesores alemanes de la Fuerza Central china, que era el núcleo del ENR. Las unidades entrenadas por los alemanes empleaban un fusil muy parecido, el Mauser Kar 98k.[cita requerida] Para la década de 1950, el fusil Tipo Zhongzheng fue reemplazado por el superior armamento de la ayuda estadounidense a los Nacionalistas, como el fusil semiautomático M1 Garand, la carabina M1 y el subfusil Thompson.[cita requerida]
La mayor ventaja del Tipo Zhongzheng sobre los fusiles Arisaka era que tenía un mejor poder de detención al emplear el cartucho 7,92 x 57 Mauser; además tenía una mejor cadencia de disparo y un mayor alcance que los Arisaka. Era más corto (con una longitud similar a la del Mauser Kar 98k), en comparación con el Mauser 98 y el Arisaka Tipo 38.[cita requerida]
Se produjo un total de 500.000-600.000 fusiles entre 1935 y 1945. El último conflicto donde se utilizó fue la guerra de Corea, en manos del Ejército Popular Voluntario contra las fuerzas de las Naciones Unidas.
Junto a la Mauser C96 y el casco M35, estos fusiles se convirtieron en características reconocibles del Ejército Nacional Revolucionario de Chiang Kai-shek y el Ejército chino durante la turbulenta primera mitad del siglo XX en China. Irónicamente, a pesar de que el fusil era llamado así en honor a Chiang Kai-shek y empleado por los Nacionalistas, también fue empleado por los Comunistas durante la guerra civil china.
El Sargento Tung Chih Yeh afirmaba haber eliminado en el área del Yangtsé a más de 100 soldados del Ejército Imperial Japonés con un fusil Chiang Kai-shek, ya sea con mira telescópica o sin ésta.
A este fusil se le puede montar una bayoneta HY1935, reemplazando al voluminoso pero letal dadao. Algunas divisiones y organizaciones guerrilleras que no recibieron armamento moderno alguno, continuaron empleando el dadao para combate cuerpo a cuerpo.[cita requerida]
La Milicia Popular china y pequeñas organizaciones paramilitares continuaron usando fusiles Chiang Kai-shek (así como fusiles Arisaka y Mosin-Nagant) hasta 1980, antes de pasar a ser un arma ceremonial (el principal fusil ceremonial es la SKS) para el Ejército Popular de Liberación empleada hasta hoy. Muchos de estos fusiles (junto a otras armas ligeras del EPL y la Milicia Popular) fueron empleados por las diversas facciones de los Guardias Rojos durante la Revolución Cultural a fines de la década de 1960.[cita requerida]

## Variantes
Hay dos variantes del fusil Chiang Kai-shek:
1. El Tipo 1 tiene un cañón y un guardamanos más largos.
2. El Tipo 2 tiene un cañón y un guardamanos más cortos, así como un cerrojo con la manija doblada hacia abajo.

## Usuarios
- República de China: Ejército Nacional Revolulcionario
- China: Ejército Popular de Liberación
- Diversos caudillos chinos